# Terror (1715)
Il Terror fu un vascello di linea veneziano da 70 cannoni che prestò servizio nella Armada da Mar tra il 1715 e il 1748. Fu uno dei primi vascelli da guerra della Repubblica di Venezia ad imbarcare i cannoni di nuovo tipo progettati da Sigismondo Alberghetti.

## Storia
Appartenente alla seconda serie della classe San Lorenzo Giustinian, la costruzione del vascello da 70 cannoni Terror fu ordinata dal Senato della Repubblica nel 1705. L'unità fu impostata nel 1708, sotto la guida del Proto dei Marangoni  Zuanne Monello, e la nuova nave fu varata presso l'Arsenale il 1 marzo 1715.
L'unità entrò subito a far parte della Armata Grossa agli ordini del Capitano Straordinario delle Navi Fabio Bonvicini, già impegnata nella settima guerra turco-veneziana.
Caduto ammalato il Bonvicini, poco prima di spegnersi, come gesto di estrema cortesia, egli consentì al Capitano Generale da Mar Daniele Dolfin di assumere anche il comando delle navi dell'Armata Grossa e di alzare la sua insegna sul Terror in attesa dell'arrivo del suo sostituto, l'ammiraglio Andrea Corner.
Nel 1716 il vascello modificò l'armamento imbarcando 26 cannoni da 40 lb, 24 da 30, 16 da 14 e 10 petriere. Quando Corner fu sostituito da Lodovico Flangini, il nuovo Capitano Straordinario della Navi divise la flotta in tre divisioni, assegnando il Terror alla "Gialla", al comando di Francesco Antonio Correr. Dopo la morte del Flangini, e la sua sostituzione con Marcantonio Diedo, la nave si distinse durante la grande battaglia di Capo Matapan (19-21 luglio 1717) che costrinse la flotta turca a ritirarsi verso il Mare Egeo.
Nel 1718, al termine del conflitto il Terror modificò nuovamente l'armamento, così come nel 1724 e rimase in servizio nell'Armata Grossa fino al 1748, quando fu ridotto a pontone per Decreto del Senato emesso il 17 agosto dello stesso anno.

### Annotazioni
1. ↑  Nel 1696 fu deciso che le navi appartenenti alla Armata Grossa avrebbero adottato la seguente colorazione: corallo per la prua, i capodibanda, la poppa, le porte dei fanali e gli intagli, rosso per i portelli dei cannoni, e doratura in oro zecchino per il leone a prua e le figure scolpite a poppa. Lo specchio di poppa era quasi sempre dipinto di blu.
2. ↑  Nel corso del 1715 il Terror eseguì una missione segreta a Livorno per imbarcare 24 cannoni in bronzo da 40 lb, acquistati da Pietro Rosa su mandato del Senato veneziano, e recuperati dal relitto del vascello inglese Restoration naufragato sulle Secche della Meloria nel 1711.
3. ↑  Il vascello imbarcò 4 obici da 200 lb, 4 da 120 lb, 42 cannoni da 30 lb e 18 da 14 lb.
4. ↑  Il vascello imbarcò 2 obici da 200 lb, 4 da 120 lb, 20 cannoni da 40 lb, 20 da 30 lb, e 16 da 14 lb.

### Fonti
1. ↑  http://www.veneziamuseo.it/ARSENAL/schede_arsenal/vascelli.htm.
2. ↑  Ercole 2006, p. 115.
3. 1 2  Levi 1896, p. 28.
4. ↑  Ercole 2006, p. 128.